# Superammasso CL J1604
Cl J1604 è un superammasso di galassie situato in direzione della costellazione di Ercole alla distanza di oltre 7,3 miliardi di anni luce dalla Terra (lookback time), mentre la distanza comovente è di 10,094 miliardi di anni luce.
Le prime osservazioni (Gunn, Hoessel e Oke), che risalgono al 1986, evidenziarono la presenza di due ammassi di galassie separati, denominati Cl J1604+4304 e Cl J1604+4321.
Successive osservazioni spettroscopiche con il telescopio Keck hanno portato alla scoperta dell'esistenza di altri due ammassi: Cl J1604+4314 e Cl J1604+4316.
| Nome ammasso  | R.A.          | Dec.           | Redshift (z) | Numero di galassie |
| ------------- | ------------- | -------------- | ------------ | ------------------ |
| Cl J1604+4304 | 16h 04m 23.7s | +43° 04′ 51.9″ | 0,9001       | 67                 |
| Cl J1604+4314 | 16h 04m 25.8s | +43° 14′ 23.0″ | 0,8652       | 62                 |
| Cl J1604+4316 | 16h 04m 05.7s | +43° 15′ 52.8″ | 0,9350       | 24                 |
| Cl J1604+4321 | 16h 04m 35.3s | +43° 21′ 01.6″ | 0,9212       | 77                 |